# Bionoblatta oiticicai
Bionoblatta oiticicai är en kackerlacksart som beskrevs av Rocha e Silva 1957. Bionoblatta oiticicai ingår i släktet Bionoblatta och familjen jättekackerlackor. Inga underarter finns listade.